# Andrew Shue
Andrew Eppley Shue (ur. 20 lutego 1967 w Wilmington w Delaware) – amerykański aktor telewizyjny i filmowy.

## Życiorys

### Wczesne lata
Urodził się jako jedno z czworga dzieci Jamesa Shue i Anne Wells Shue, ma siostrę Elisabeth (ur. 6 października 1963) i dwóch braci – Williama (zm. 1988) i Johna. Po ukończeniu szkoły średniej Columbia High School w Maplewood, w stanie New Jersey, w 1989 otrzymał dyplom ukończenia wydziału historii w Dartmouth College. Był piłkarzem amerykańskiej drużyny kluby piłkarskiego Bulawayo Highlanders w czasie rozpoczęcia turnieju w Zimbabwe. W 1996 roku grał z drużyną piłkarską Los Angeles Galaxy.

### Kariera
Na początku swojej ekranowej kariery występował w produkcjach kinowych z udziałem swojej siostry Elisabeth; dramacie sensacyjnym Karate Kid (The Karate Kid, 1984) u boku Pata Mority, komedii przygodowej Chrisa Columbusa Zwariowana noc (Adventures in Babysitting, 1987), melodramacie komediowym Koktajl (Cocktail, 1988) z Tomem Cruise. Pojawił się także w melodramacie sportowym Zwariowałem dla ciebie (Vision Quest, 1985) z Matthew Modine, Lindą Fiorentino, Daphne Zunigą i Madonną, Amerykanin z Shaolin (American Shaolin, 1991) i dramacie kryminalnym Francisa Forda Coppoli Zaklinacz deszczu (The Rainmaker, 1997) z Mattem Damonem, Virginią Madsen i Mickeyem Rourkiem.
Wystąpił gościnnie w jednym z odcinków sitcomu ABC Cudowne lata (The Wonder Years, 1992) jako Brian Billings. Popularność zdobył rolą Billy'ego Campbella w operze mydlanej Aarona Spellinga Melrose Place (1992–1998).

### Życie prywatne
Spotykał się z Courtney Thorne-Smith (1992). W dniu 7 października 1994 roku poślubił Jennifer Hageney, z którą ma trzech synów: Nathaniela Williama (ur. 1 sierpnia 1996), Aidana (ur. 1999) i Wyatta (ur. 2004). W 2008 rozwiódł się.
W kwietniu 2009 poznał byłą współprezenterkę wiadomości The Today Show i korespondentkę ABC News Amy Robach, z którą się ożenił 6 lutego 2010 przy The Lighthouse – Chelsea Piers. Mają dwie córki – Avę (ur. 2003) i Analise (ur. 2006).

## Wybrana filmografia

### Filmy fabularne
- 1984: Karate Kid (The Karate Kid)
- 1985: Zwariowałem dla ciebie (Vision Quest)
- 1988: Koktajl (Cocktail)
- 1991: Amerykanin z Shaolin (American Shaolin)
- 1993: Gulf City
- 1997: Zaklinacz deszczu (The Rainmaker)
- 2007: Gracie

### Seriale TV
- 1992: Cudowne lata (The Wonder Years)
- 1992–1998: Melrose Place